# Kelis
Kelis, pseudonimo di Kelis Rogers (New York, 21 agosto 1979), è una cantante e rapper statunitense, che fonde pop, R&B ed hip hop.
Attiva musicalmente dal 1999, nel corso della sua carriera Kelis ha ottenuto un notevole successo commerciale con brani come Milkshake, Trick Me e Acapella, pubblicato 6 album in studio e vinto un BRIT Award come miglior rivelazione internazionale. Legata negli anni a varie etichette come Virgin, Arista, Jive e Interscope, Kelis ha pubblicato musica prevalentemente hip-hop, R&B e pop nel corso della carriera, dedicandosi tuttavia anche ad una parentesi EDM con l'album del 2010 Flesh Tone.

## Biografia
Kelis è nata nel quartiere Harlem di Manhattan, New York. Suo padre, Kenneth Rogers, era un afroamericano, musicista jazz e pastore pentecostale; sua madre, Eveliss, era una stilista di moda di origine sino-portoricana, e l'incitò a intraprendere la sua carriera musicale. "Kelis" è una combinazione dei nomi del padre e della madre.
Da bambina, cantava nel coro della chiesa, suonava violino, pianoforte, e sassofono, e frequentava una scuola privata. Andò via di casa a 16 anni, ma continuò gli studi e a 16 anni fu ammessa alla Fiorello H. LaGuardia High School of Music & Art and Performing Arts, dove formò il trio R&B BLU (Black Ladies United). Dopo il diploma, entrò in contatto con i The Neptunes (Pharrell Williams e Chad Hugo) e, con il loro aiuto, riuscì a ottenere un contratto con una casa discografica.
Da allora ha collaborato con un gran numero di musicisti tra cui Gravediggaz, Busta Rhymes, Foxy Brown, Lil' Kim, OutKast, P. Diddy, Usher, Moby, Richard X, Timo Maas, Björk, No Doubt, Enrique Iglesias, Nas, Ol' Dirty Bastard, Too $hort, Benny Benassi e per ultimi i Duran Duran in una canzone The Man Who Stole a Leopard del loro ultimo album All You Need Is Now uscito il 21 dicembre 2010.

### Kaleidoscope(1999)
Kelis cominciò a incidere il suo album di debutto alla fine del 1997 e lo finì nel giro di un anno. L'album, prodotto interamente dai The Neptunes, vendette oltre 10 736 copie nella prima settimana, e a tutt'oggi ne sono state vendute poco meno di 300 000 copie; il singolo di debutto fu Caught Out There. In Europa tutti i tre singoli Caught out There, Good Stuff, e Get Along with You ebbero un buon successo, ed anzi il vecchio continente si dimostrò un mercato migliore per lei; in definitiva anche Asia e Australia si dimostrarono mercati migliori di quello natìo. Con questo album vinse un Brit Award; il look scelto per la promozione del disco era molto colorato, sia per il suo abbigliamento sia per la tintura dei capelli.

### Wanderland(2001)
Il suo secondo album, Wanderland, ancora prodotto dai The Neptunes, fu pubblicato due anni dopo solo in Europa e Asia, dopo che il primo singolo, Young, Fresh n' New, ebbe scarso successo in America; secondo Kelis, alla sua casa discografica statunitense, la Virgin, non piaceva Wanderland, e credeva che non avesse singoli sufficientemente forti. A differenza del suo debutto, Wanderland ebbe vendite mediocri, al di sotto delle 80 000 copie nel Regno Unito, e il solo singolo pubblicato fu Young, Fresh n' New che non entrò in top ten.
Kelis, che si era trasferita in Europa durante il periodo di successo seguito al suo album d'esordio, seguì gli U2 nel loro tour europeo, e poi Moby nel tour americano "Area:One"; durante la sua permanenza negli Stati Uniti incontrò e si innamorò del rapper Nas, che sposò l'8 gennaio 2005.

### Tasty(2003)
Kelis ritrovò finalmente il successo negli Stati Uniti nel 2003, con il suo singolo Milkshake, che spinse il suo nuovo album Tasty al disco d'oro, vendendo più di 540 000 copie negli Stati Uniti nei primi 2 mesi; in totale l'album ha venduto 760 000 copie.
Anche in Europa il successo fu immediato; Tasty ottenne il disco di platino nel Regno Unito nell'ottobre 2004 superando le 300 000 copie, mentre il singolo Milkshake fu disco d'argento con più di 200 000 copie, e divenne uno dei 10 singoli più venduti nel Regno Unito nel 2004. Il secondo singolo, Trick Me, entrò nelle top 10 di molti Paesi europei alla metà del 2004, ma fu accolto più freddamente negli USA, dove il video non fu neanche pubblicato.
In compenso, il successo di Kelis crebbe in Australia, dove l'album Tasty ottenne il disco d'oro superando le 35 000 copie, e i singoli Milkshake e Trick Me divennero dischi di platino vendendo più di 70 000 copie. In Nuova Zelanda Tasty fu disco d'oro superando le 7 000 copie.
Nel 2004 Trick Me fu particolarmente importante perché per la prima volta i The Neptunes non furono coinvolti nella produzione; invece, Dallas Austin collaborò a scrivere e produsse la canzone. Sebbene i The Neptunes avessero contribuito a molte altre tracce del disco, tra i produttori figuravano oltre ad Austin anche André 3000, Rockwilder e Raphael Saadiq, creando sonorità più eclettiche.
"Not In Love", in collaborazione con Enrique Iglesias, fu pubblicato come singolo nel Regno Unito ed ottenne un buon successo, ma non ebbe presa sul mercato americano e non fu pubblicato in Italia, dove invece uscì l'altro singolo Millionaire. Nel Regno Unito uscì anche In Public, che vedeva la collaborazione del marito Nas e la produzione di Rockwilder, ma non entrò in top ten e non ne fu fatto un video.
In seguito al successo di Tasty, Kelis partecipò al "The Onyx Hotel Tour" di Britney Spears aprendone i concerti nel corso del 2004.

### Kelis Was Here(2006)

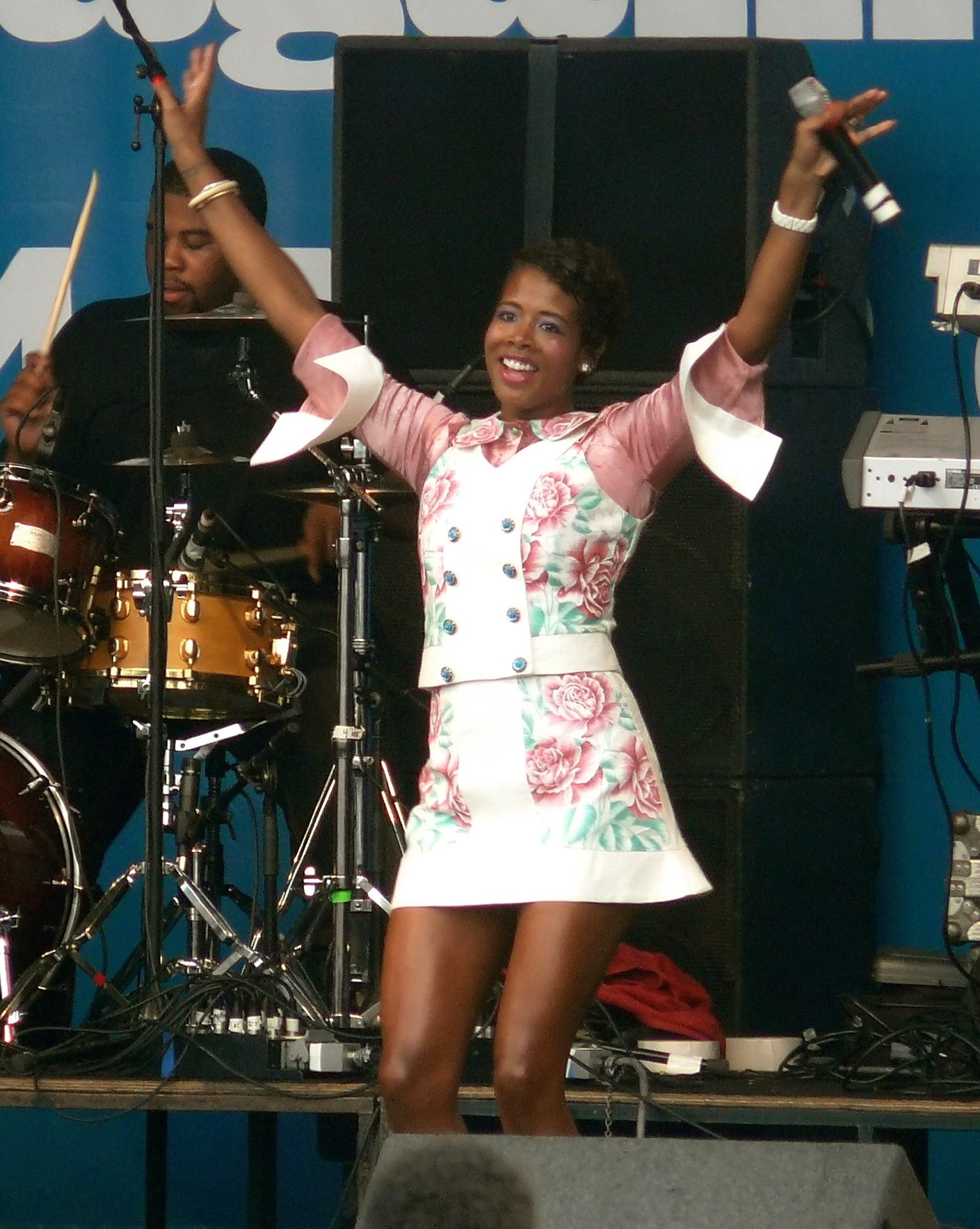
Kelis al Rise Festival, 2007.

Kelis ha pubblicato il nuovo album Kelis Was Here (le prime indiscrezioni dicevano si sarebbe chiamato The Puppeteer) il 22 agosto 2006, giorno seguente al suo ventisettesimo compleanno, anticipato dal singolo non particolarmente fortunato Bossy (in collaborazione con Too $hort). Kelis Was Here comprende produzioni di Scott Storch, Cee-Lo Green, Raphael Saadiq, Linda Perry, Will.i.am, Swizz Beatz e Bangladesh, e collaborazioni di Shakira, Sean Paul e del marito Nas. A differenza di tutti i precedenti album di Kelis, in questo i The Neptunes non figurano in alcun modo, e Kelis ha dichiarato che è stata una decisione molto importante per lei, ma basata puramente su ragioni economiche e senza alcun contrasto con Pharrell o Chad.
Il secondo singolo negli Usa è stato Blindfold Me (prodotto da Polow Da Don e Sean Garrett) che vede la collaborazione di Nas. Il suo scarso successo (numero 91 U.S. Billboard Hot R&B/Hip-Hop Songs) non ha permesso a Kelis di pubblicarlo anche in Europa. Un video di questa canzone è stato comunque girato a Los Angeles, nel settembre '06.

### Ritorno in studio (2007)
Kelis torna in studio per lavorare su nuovo materiale; la pubblicazione dell'album è prevista per la seconda metà del 2007 o inizio 2008 ma nel 2007 la sua casa discografica, Jive Records, rescinde il contratto. Kelis si prende una pausa dallo scrivere musica.
Nel 2008 pubblica un Greatest Hits con tutti i singoli estratti dagli album Kaleidoscope, Wanderland, Tasty e Kelis Was Here, più tre brani inediti in collaborazione: Truth Or Dare dei N.E.R.D, Got Your Money di Ol' Dirty Bastard e Finest Dreams di Richard X.

### Flesh Tone(2010)

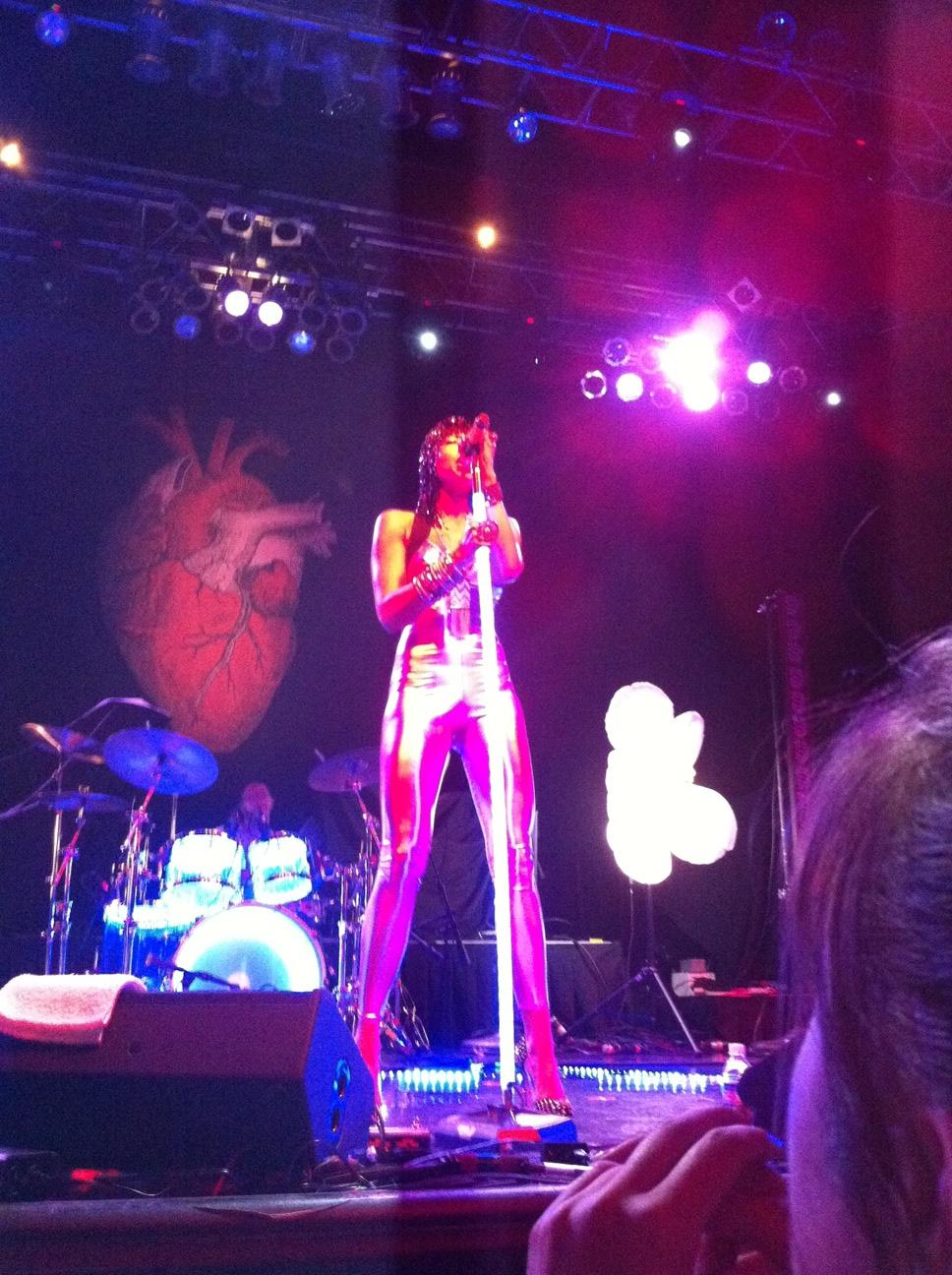
Kelis al House of Blues a Boston, 27 luglio 2010.

All'inizio del 2010, Kelis ha estratto, in anteprima, il primo singolo dell'album Flesh Tone, intitolato Acapella, prodotto da David Guetta. La canzone è stata accompagnata da un video, diretto da John "Rankin" Waddell, Chris Cottam e Nicole Ehrlich, ed ha ricevuto una buona accoglienza raggiungendo oltre 2 milioni di visualizzazioni su YouTube entro le prime 2 settimane. Il singolo ha debuttato nella top cinque della Official Singles Chart, raggiungendo la posizione numero tre della Top 100 Airplay Chart Slovacchia e raggiunto il numero uno negli Stati Uniti Hot Dance Club Songs e nel Regno Unito Dance Chart. Ha raggiunto la Top Venti in un totale di sette paesi europei.
L'album è stato pubblicato il 14 maggio 2010 in Europa e Asia, e il 5 luglio negli Stati Uniti. Il secondo singolo di Flesh Tone, 4th of July (Fireworks) è stato pubblicato nel giugno 2010 in America e il 5 luglio nel Regno Unito. La canzone è stato un successo immediato nella scena electro Europa. Il video per il brano ha debuttato il 16 giugno su YouTube e Vevo. Il video è stato, come Acapella, diretto da John Rankin Waddell e Nicole Ehrlich, ma è stato codiretto da Kelis.

### Food(2013-2014)
Nell'aprile del 2013 viene annunciato sul sito ufficiale della cantante Kelis che verrà pubblicato un nuovo singolo e due nuovi album. Nello stesso mese viene pubblicato sempre sul sito ufficiale di Kelis un nuovo singolo intitolato Jerk Ribs che anticipa l'uscita dell'album intitolato Food nel novembre del 2013. Il giorno 24 marzo 2014 viene pubblicato il suo secondo singolo intitolato Rumble, a cui fa seguito l'uscita dell'album vero e proprio. Sempre nel 2014, Kelis porta avanti un tour per la promozione del disco e pubblica il suo primo album live, Live In London.

### Kaleidoscope Anniversary Tour (2019-presente)
Nel 2019, Kelis ha reso disponibile su tutti i servizi streaming il suo secondo album Wanderland, fino a quel momento completamente assente su questo tipo di piattaforme. Successivamente la cantante ha annunciato un tour atto a celebrare i 20 anni dalla pubblicazione di Kaleidoscope e rivelato di essere al lavoro su un nuovo EP. Il tour sarà poi posticipato al 2021 a causa della pandemia da COVID-19. Nell'agosto 2020 ha collaborato con i Disclosure nel singolo Watch Your Step, pubblicando così il suo primo brano inedito dopo vari anni. Nel 2021 ha collaborato con la rapper Ashnikko nel brano Deal with it e pubblicato il singolo da solista Midnight Snacks.

## Discografia

### Album in studio
- 1999 – Kaleidoscope
- 2001 – Wanderland
- 2003 – Tasty
- 2006 – Kelis Was Here
- 2010 – Flesh Tone
- 2014 – Food

### Raccolte
- 2008 – The Hits

### Album live
- 2014 – Live in London

### Singoli

#### come artista principale
- 1999 – Caught out There
- 1999 – Good Stuff (feat. Terrar)
- 2000 – Get Along with You
- 2001 – Young, Fresh n' New
- 2003 – Milkshake
- 2004 – Trick Me
- 2004 – Millionaire (feat. André 3000)
- 2005 – In Public (feat. Nas)
- 2006 – Bossy (feat. Too $hort)
- 2006 – Blindfold Me (feat. Nas)
- 2007 – Lil Star (feat. Cee-Lo)
- 2008 – I Don't Think So
- 2010 – Acapella
- 2010 – 4th of July (Fireworks)
- 2011 – Brave
- 2011 – Scream
- 2014 – Jerk Ribs
- 2014 – Rumble
- 2014 – Friday Fish Fry
- 2021 – Midnight Snacks

#### come artista ospite
- 2002 – Help me (Timo Maas feat.Kelis)
- 2004 – Oceania (radio mix) (Björk feat. Kelis)
- 2009 – No Security (Crookers feat. Kelis)
- 2010 – Spaceship (Benny Benassi feat. Kelis, apl.de.ap e Jean Baptiste)
- 2011 – Bounce (Calvin Harris feat. Kelis)
- 2013 – Give It All (Don Diablo feat. Alex Clare e Kelis)
- 2021 – Deal with It (Ashnikko feat. Kelis)